# 東海警察署
東海警察署（とうかいけいさつしょ）は、愛知県警察が管轄する警察署の一つである。

## 所在地
- 愛知県東海市横須賀町天宝新田52番地1
  - 最寄り駅：名鉄常滑線尾張横須賀駅

## 管轄区域
- 東海市（愛知県港警察署の管轄区域を除く。）
- 大府市

## 沿革
- 1948年 - 旧警察法制定により、愛知県警察部横須賀警察署を廃止。自治体警察として横須賀町警察、常滑町警察、八幡町警察、大府町警察が発足する。周辺町は国家地方警察の知多地区警察署の管轄になる。
- 1951年 - 横須賀町警察、常滑町警察、八幡町警察、大府町警察を廃止。国家地方警察知多地区警察署を2分割して、横須賀町を本署とする知多西地区警察署が発足。
- 1954年 - 愛知県警察発足により、知多西地区警察署を管轄区域として、愛知県横須賀警察署が発足する。
- 1969年4月 - 自治体合併により、愛知県東海警察署に改称する。
- 1973年 - 常滑市を所轄とする常滑警察署が開署し、所轄を東海警察署から常滑警察署に移す。これにより所轄自治体は3市となる。
- 1989年11月 - 現在地に移転。
- 1995年4月1日 - 知多市を所轄とする知多警察署が開署し、所轄を東海警察署から知多警察署に移す。これにより所轄自治体は2市となる。

## 組織
- 警務課
  - 警務係
  - 住民サービス係
  - 留置管理係
- 会計課
  - 会計係
- 生活安全課
  - 生活安全(第一係・第二係)
  - 少年係
  - 保安係
- 地域課
  - 地域総務係
  - 地域(第一係～第三係)
- 刑事課
  - 刑事総務係
  - 強行(第一係・第二係)
  - 盗犯(第一係・第二係)
  - 鑑識係
  - 知能係
  - 暴力薬物係
- 交通課
  - 交通総務係
  - 指導取締係
  - 事故捜査係
- 警備課
  - 警備係

## 幹部交番
（ ）の中は所在地

### 大府市
- 大府幹部交番（大府市月見町六丁目17番地）

## 交番
（ ）の中は所在地

### 東海市
- 名和交番（東海市名和町二丁目30番地）
- 荒尾交番（東海市荒尾町イノ割26番地の1）
- 富木島交番（東海市荒尾町祢崎5番地の8）
- 横須賀交番（東海市横須賀町狐塚15番地の6）
- 加木屋交番（東海市加木屋町寺ノ前33番地の11）

### 大府市
- 共和交番（大府市東新町三丁目1番地の9）
- 神田交番（大府市横根町家下87番地の3）

## 駐在所
（ ）の中は所在地

### 大府市
- 吉田駐在所（大府市吉田町六丁目10番地）